# Clerodendrum tomentosum
Clerodendrum tomentosum, conocido como el Chance velloso (Downy Chance), Hairy Lolly Bush, o Clerodendrum velloso (Hairy Clerodendrum) es un arbusto o árbol pequeño que crece en el este y norte de Australia. Se distribuye desde el poblado de Batemans Bay (35° S) en la costa sur de Nueva Gales del Sur hasta la península del cabo York en la punta más al norte del continente. Luego al oeste a través del Territorio del Norte y Australia occidental.

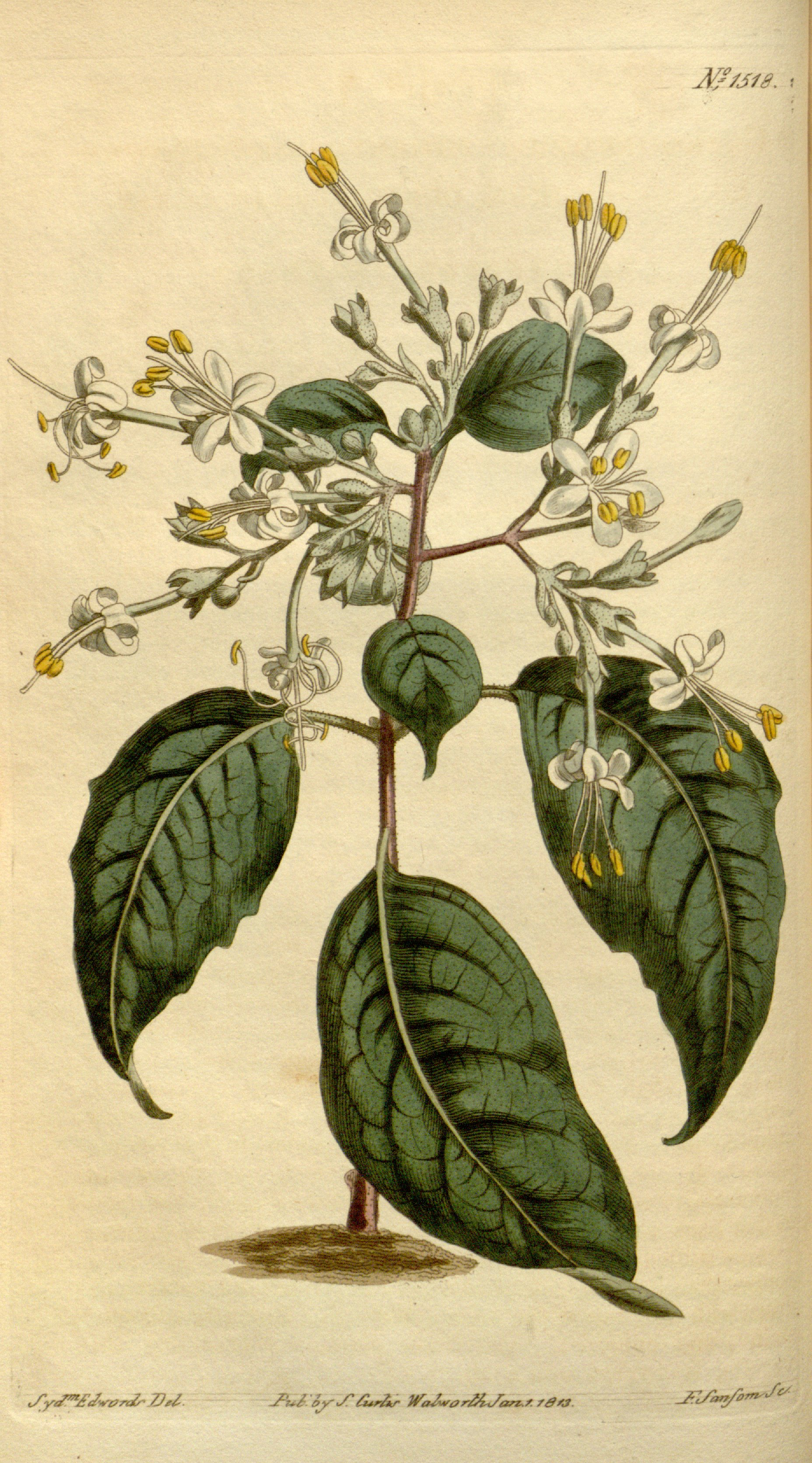
Ilustración

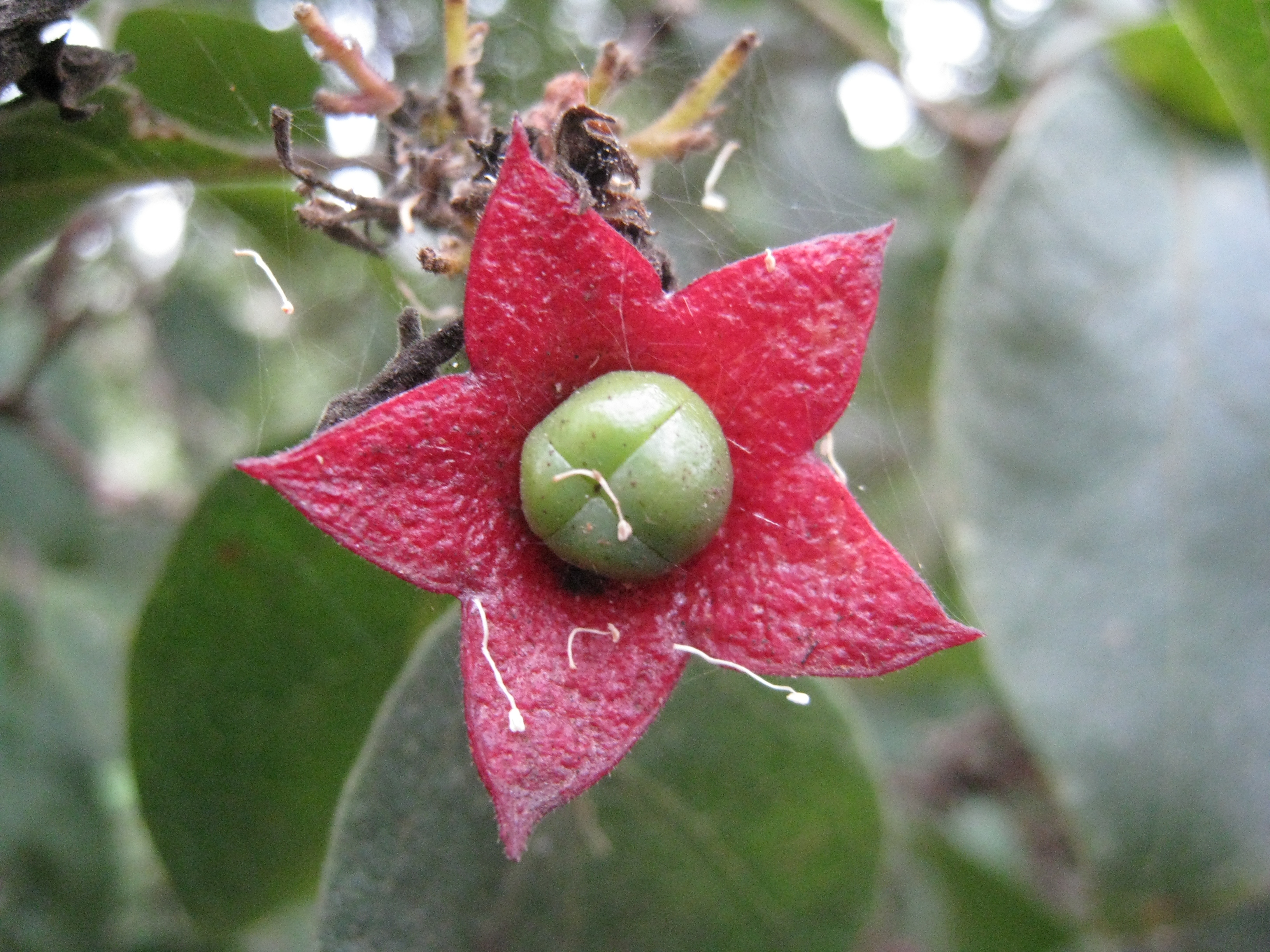
Detalle de la flor

## Descripción
Hasta 15 metros de alto con un diámetro en el tronco de 25 cm, sin embargo es usualmente más pequeño. Es una planta con grandes ramas abiertas y hojas venosas.
El tronco es mayormente cilíndrico o a veces rebordeado en la base. La corteza es gris o de color gamuza, algo escamosa o corchosa en las plantas jóvenes. Las ramillas jóvenes tienen lenticelas, y son vellosas y suaves. Anguladas o cuadradas en sección de cruz, grises parduscas o a veces púrpuras en las puntas.

### Hojas
Opuestas en el tallo, sin serraduras, de 4 a 14 cm de largo, de 2 a 4.5 cm de ancho. Con una corta punta, la forma de la hoja gradualmente se estrecha en la base de la hoja. El haz es a veces velloso. El haz es velloso, y suave al tacto. De color verde pálido en el haz, más oscuro en el envés. Las venas de las hojas son prominentes en el envés, visibles en el haz, hay 5 o 6 venas principales laterales, curveándose cerca del borde de la hoja.

### Flores y fruto
Flores blancas se forman en densas cabezas entre los meses de octubre a enero. En la forma de cimas formando corimbos terminales. Cuatro largos estambres sobresalen de la fragante flor. 
El fruto es negro brilloso o una drupa de color azul marino con cuatro lóbulos. Rodeado por un cáliz rojo carnoso. El color rojo y azul de la fructificación atrae aves tales como el ave de emparrado de satin Ptilonorhynchus violaceus . El tamaño de la drupa mide de 5 a 8 mm, la anchura del cáliz rojo es de hasta 20 mm. Las flores son polinizadas por polillas nocturnas. El fruto no es comestible para los humanos.
Se regenera lentamente de la semilla, sin mbargo puede pegar desde los esquejes.

## Hábitat
El hábitat son los márgenes de los bosques de varios tipos como subtropicales y de clima templado con inviernos suaves. Puede sobrevivir en ciertas áreas con menos de 1000 mm de promedio de lluvias anuales.

## Nombre y taxonomía
El nombre curioso de Downy Chance se refiere tanto al nombre genérico como al nombre de la especie. Clerodendrum viene del griego que significa "árbol de lotería". Dendros significa lotería. La lotería se refiere a la poca segura posibilidad de valor medicinal de las plantas de este género. El nombre genérico Clerodendrum fue acuñado por el padre de la taxonomía moderna, Carlos Linneo. Tomentosum se refiere a las hojas vellosas o peludas. Recientes estudios filogenéticos han demostrado que el Clerodendrum pertenece a la familia Lamiaceae. Consecuentemente esta especie ha sido removida de la familia Verbenaceae y puesta en las Lamiaceae.

## Usos
Las atractivas flores y el fruto lo hacen conveniente para los jardines nativos de Australia. Es una planta que atrae a las aves y mariposas. Es una especie pionera en áreas de regeneración.

## Taxonomía
Clerodendrum tomentosum fue descrita por Vent., & R.Br. y publicado en Prodromus Florae Novae Hollandiae 1: 510. 1810.
Etimología
Clerodendrum: nombre genérico que deriva de las palabras griegas: kleros = (clero) y dendron =  (árboles), fue acuñado por Linnaeus que se enteró de que las plantas estaban en uso por el clero de la población de Sri Lanka.
tomentosum: epíteto latíno que significa "tomentoso, peludo"
Variedades y Sinonimia
- Volkameria tomentosa Vent., Jard. Malmaison: t. 84 (1805).

var. lanceolatum (F.Muell.) Munir, J. Adelaide Bot. Gard. 11: 157 (1989). Del norte de Australia.
- Clerodendrum lanceolatum F.Muell., Fragm. 3: 145 (1863).

var. mollissimum Benth., Fl. Austral. 5: 63 (1876).Del norte de Australia.
var. tomentosum. De Nueva Guinea y del este y norte de Australia.
- Clerodendrum medium R.Br., Prodr.: 510 (1810).
- Clerodendrum manettii Vis., Index Seminum (PAD) 1848-1849: 2 (1849).
- Clerodendrum huegelii Regel, Gartenflora 1861: 51 (1861).
- Clerodendrum floribundum var. medium (R.Br.) Moldenke, Phytologia 39: 236 (1978).[11]